# Slaidburn
Slaidburn är en ort och civil parish i Storbritannien.   Den ligger i grevskapet Lancashire och riksdelen England, i den centrala delen av landet, 300 km nordväst om huvudstaden London. Slaidburn ligger 141 meter över havet och antalet invånare är 288.
Terrängen runt Slaidburn är kuperad åt sydväst, men åt nordost är den platt.Runt Slaidburn är det ganska tätbefolkat, med 93 invånare per kvadratkilometer. Närmaste större samhälle är Clitheroe, 11,3 km söder om Slaidburn. Trakten runt Slaidburn består i huvudsak av gräsmarker.